# Fratture a cuneo
Le fratture a cuneo, più note col termine inglese di shatter cones, sono create dalla propagazione attraverso il suolo di onde sismiche dovute agli impatti di asteroidi, meteoriti e comete: nessun altro fenomeno conosciuto sulla Terra è in grado di creare tali strutture, che di conseguenza sono considerate, in caso di loro presenza nelle rocce, come sicuro indicatore di un impatto meteoritico. Le fratture a cuneo hanno dimensioni variabili da alcuni centimetri fino ad oltre 2 metri e indicano che la roccia è stata sottoposta ad uno shock in cui le pressioni hanno raggiunto valori compresi tra 2 e 30 GPa.

## Galleria d'immagini

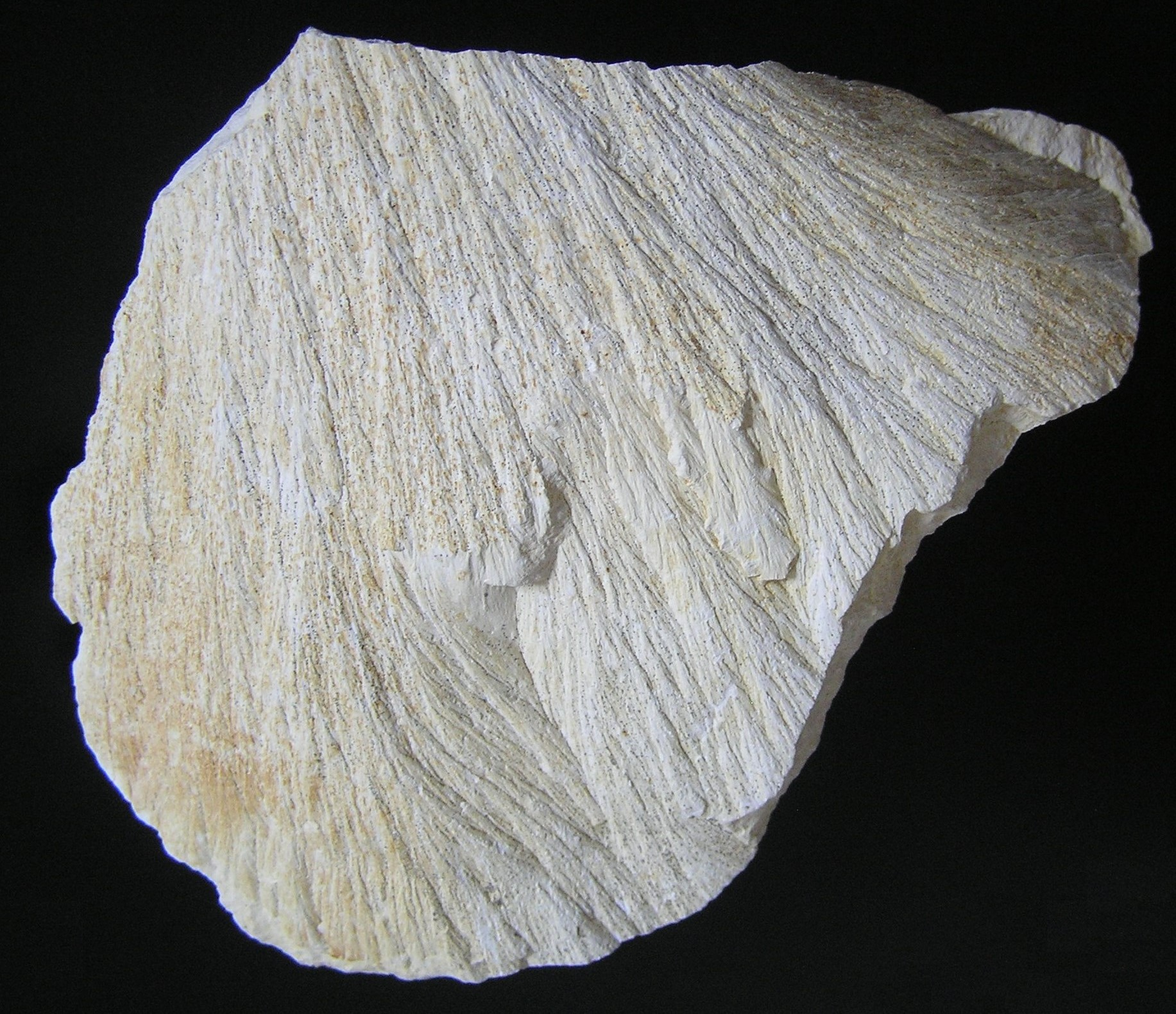
Cono da impatto dal cratere di Steinheim, Germania.
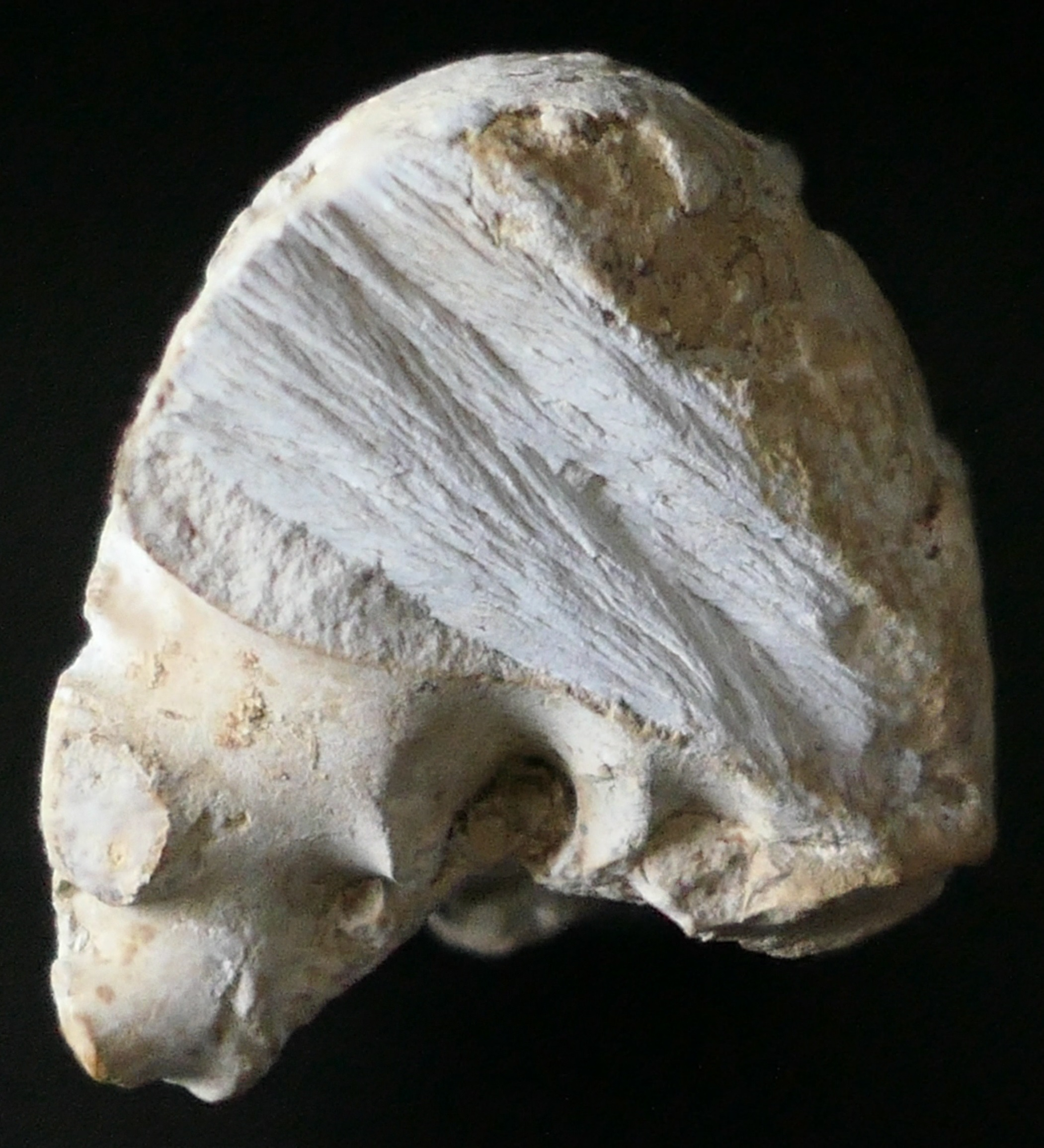
Cono da impatto dal cratere di Steinheim, Germania.
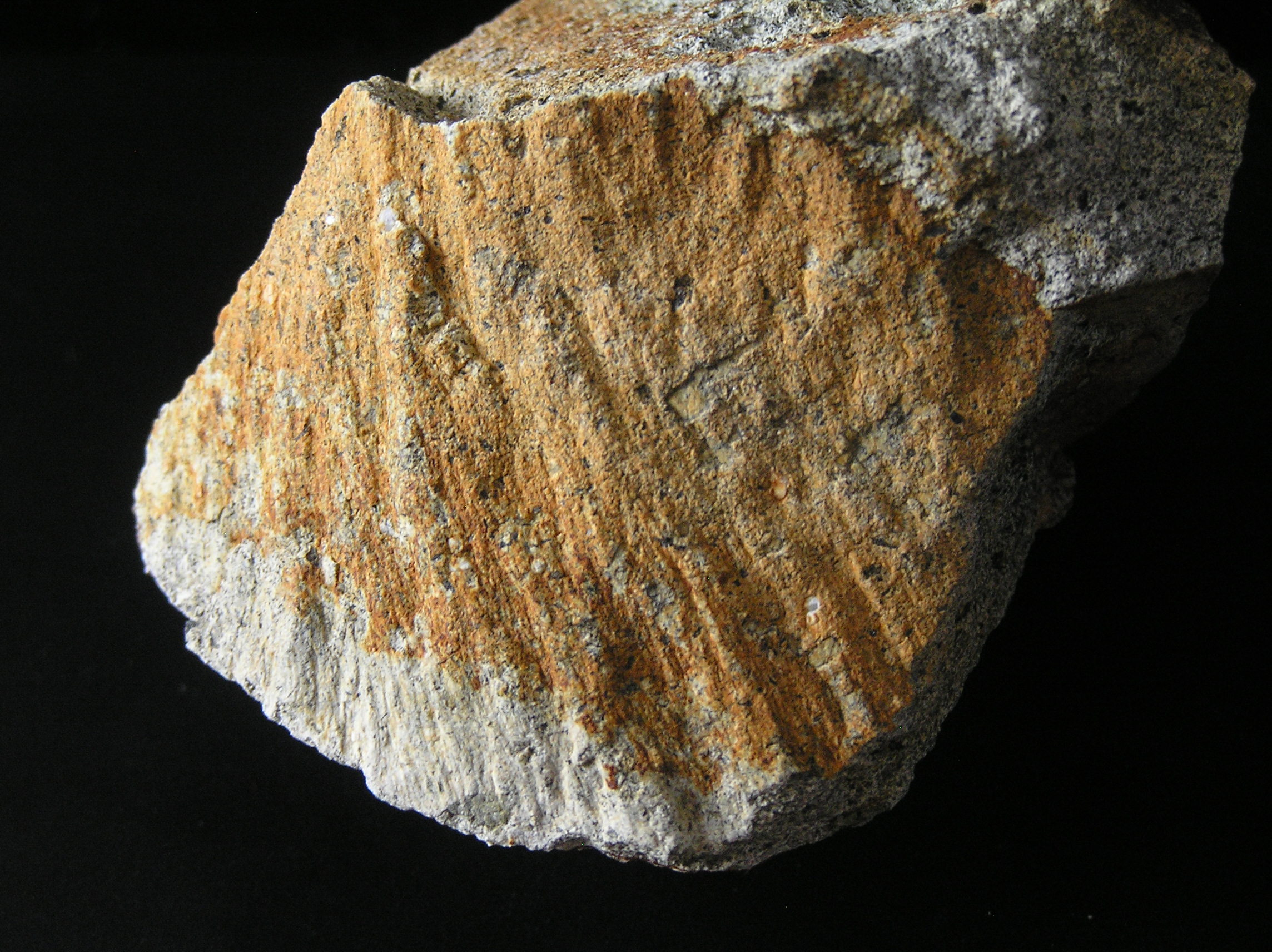
Cono da impatto dal cratere di Nördlingen, Germania.
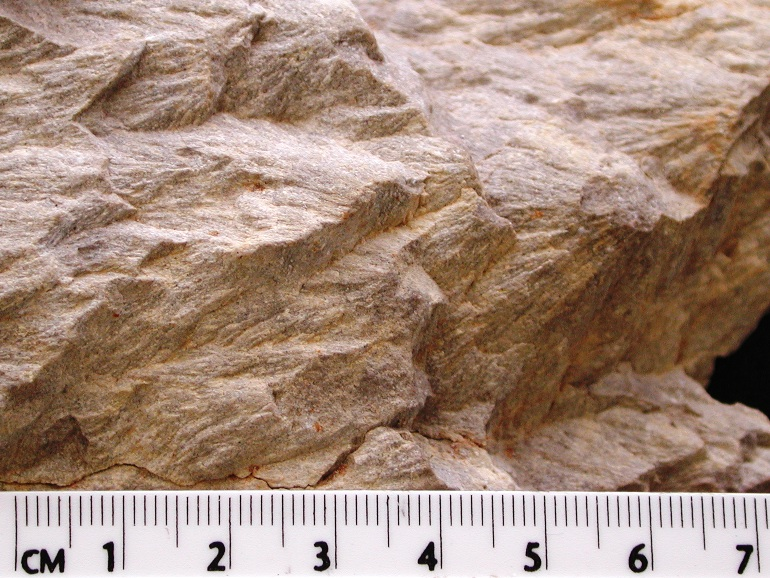
Veduta ravvicinata di coni da impatto su dolomite del Wells Creek cratere, USA.
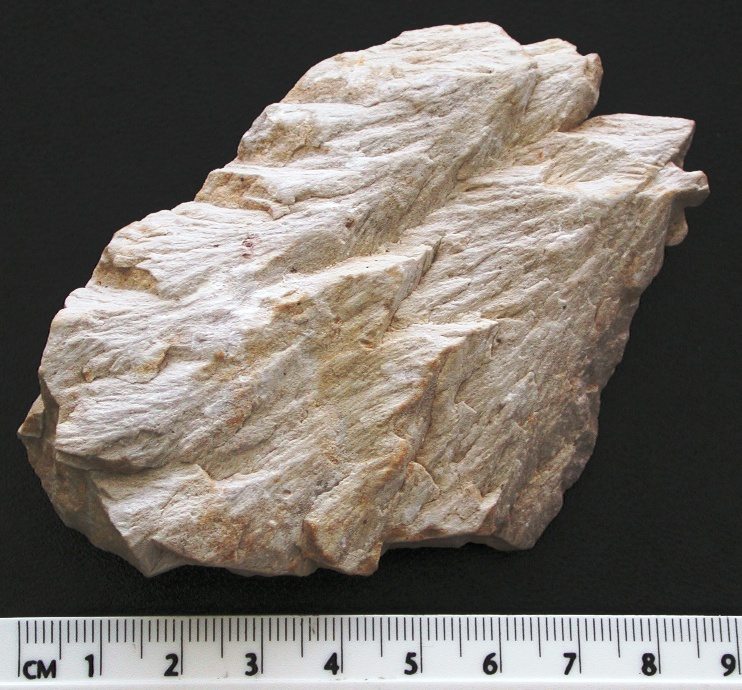
Coni da impatto in grana fine su dolomite del cratere Wells Creek, USA.
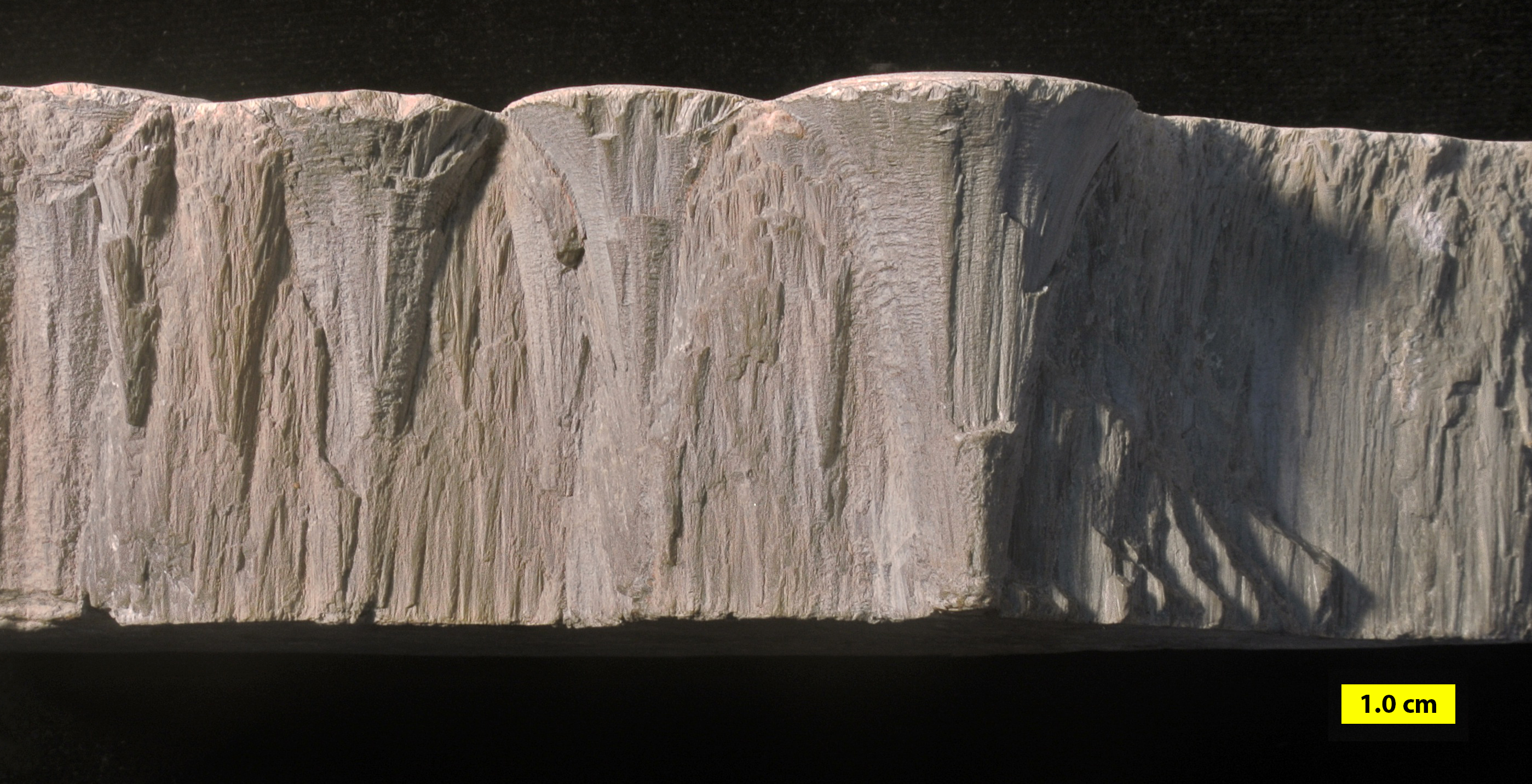
Coni da impatto della criptoesplosione del Great Serpent Mound, nella Adams County, sud Ohio. Scala in mm.
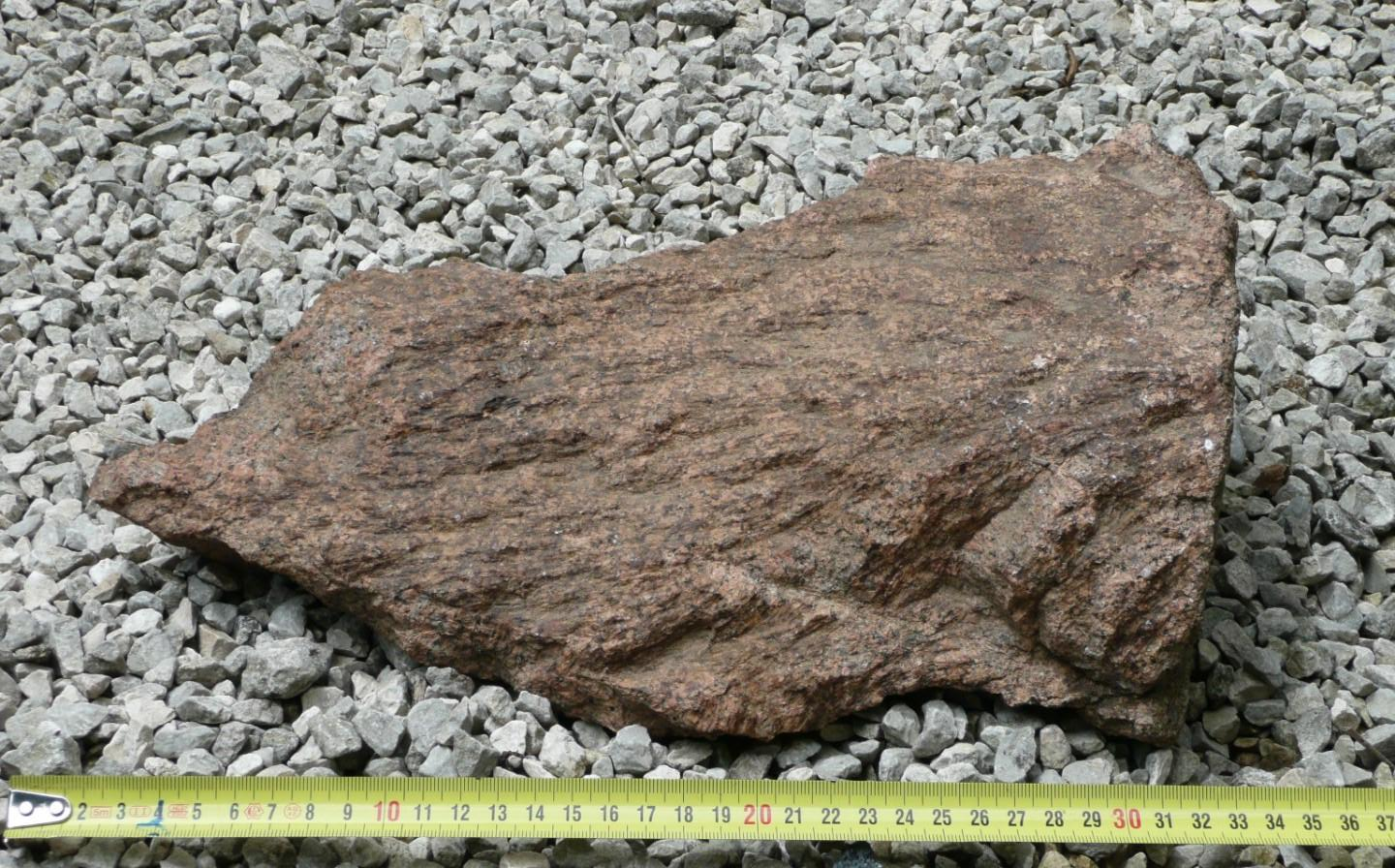
Cono da impatto di 30 cm nel granito di Saint Gervais, dal cratere di Rochechouart, Francia.
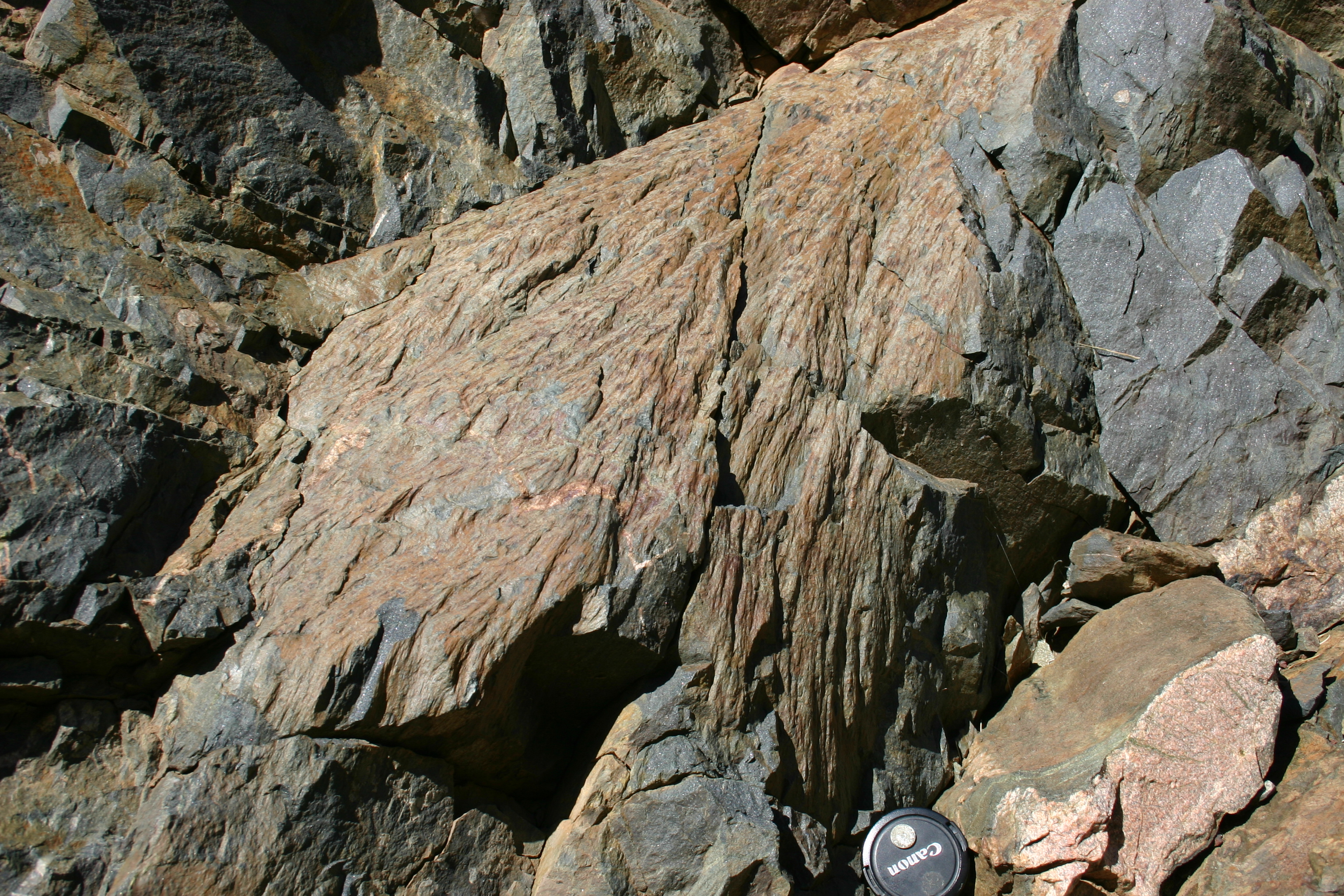
Cono da impatto del Santa Fe impact structure nei pressi di Santa Fe (Nuovo Messico)